# Humberto Elgueta
Humberto Elgueta Valdés (Santiago, 10 de septiembre de 1904-28 de noviembre de 1976) fue un futbolista chileno que jugaba de mediocampista.
Participó como seleccionado nacional en la Copa Mundial de Fútbol de 1930 en Uruguay.

## Trayectoria
Sus inicios en el futbol fueron en el club Gold Cross de Talcahuano, en el que tuvo buenas actuaciones, las cuales lo llevaron a convertirse en capitán del equipo. Es recordado por haber sido internacional con la selección mientras militaba en este club, junto con Alfredo France fueron los únicos en conseguirlo.
Luego se trasladó a jugar a Valparaíso, en el Santiago Wanderers que competía en la Liga Valparaíso, se ganó el puesto de titular y se mantuvo en el club durante siete temporadas. Además, mientras estaba en el club participó en el primer Mundial de Fútbol.
Después de su retiro trabajo como maestro mecánico en los arsenales de la marina.

## Selección nacional
Fue internacional con la selección chilena entre los años 1920 y 1930, teniendo participación en una edición de la Copa Mundial de Fútbol y en dos ediciones del Campeonato Sudamericano. Jugó doce partidos oficiales, además participó en dos partido no oficiales, su estadística final como seleccionado fue de catorce partidos. Es el futbolista más joven en disputar la Copa América con 16 años y 1 día en la edición de 1920.
Fue convocado por primera vez desde Talcahuano para integrar el seleccionado que iba a disputar el IV Campeonato Sudamericano, en el que Chile jugaría de local, fue estelar en tres encuentros.
Posteriormente fue seleccionado por el entrenador Juan Carlos Bertone para participar en el sudamericano en Brasil, fue estelar en todos los partidos. Además, participó en los amistosos posteriores al sudamericano.
Luego fue llamado para un amistoso de preparación ante Uruguay en el Valparaíso Sporting Club.
Luego fue nominado para viajar al Mundial, el entrenador lo incluyó como  titular en el primer partido de la selección chilena en un mundial, jugando en  el mediocampo junto a Arturo Torres y Guillermo Saavedra, encuentro que finalizó en victoria 3 a 0 sobre México, siendo este su último encuentro por Chile.

### Participaciones en Copas del Mundo
| Torneo               | Sede    | Resultado    | Partidos |
| -------------------- | ------- | ------------ | -------- |
| Copa Mundial de 1930 | Uruguay | Primera fase | 1        |
| Total                | Total   | Total        | 1        |

### Participaciones en el Campeonato Sudamericano
| Torneo                       | Sede   | Resultado    | Partidos |
| ---------------------------- | ------ | ------------ | -------- |
| Campeonato Sudamericano 1920 | Chile  | Cuarto lugar | 3        |
| Campeonato Sudamericano 1922 | Brasil | Quinto lugar | 4        |
| Total                        | Total  | Total        | 7        |

### Partidos internacionales
| 1     | 11 de septiembre de 1920 | Valparaíso Sporting Club, Viña del Mar, Chile      | Chile      | 0-1 | Brasil    | Campeonato Sudamericano 1920 |
| 2     | 20 de septiembre de 1920 | Valparaíso Sporting Club, Viña del Mar, Chile      | Chile      | 1-1 | Argentina | Campeonato Sudamericano 1920 |
| 3     | 26 de septiembre de 1920 | Valparaíso Sporting Club, Viña del Mar, Chile      | Chile      | 1-2 | Uruguay   | Campeonato Sudamericano 1920 |
| 4     | 25 de septiembre de 1921 | Valparaíso Sporting Club, Viña del Mar, Chile      | Chile      | 1-4 | Argentina | Amistoso                     |
| 5     | 2 de octubre de 1921     | Campos de Sports, Santiago, Chile                  | Chile      | 1-1 | Argentina | Amistoso                     |
| 6     | 17 de septiembre de 1922 | Estádio das Laranjeiras, Río de Janeiro, Brasil    | Brasil     | 1-1 | Chile     | Campeonato Sudamericano 1922 |
| 7     | 23 de septiembre de 1922 | Estádio das Laranjeiras, Río de Janeiro, Brasil    | Uruguay    | 2-0 | Chile     | Campeonato Sudamericano 1922 |
| 8     | 28 de septiembre de 1922 | Estádio das Laranjeiras, Río de Janeiro, Brasil    | Argentina  | 4-0 | Chile     | Campeonato Sudamericano 1922 |
| 9     | 5 de octubre de 1922     | Estádio das Laranjeiras, Río de Janeiro, Brasil    | Paraguay   | 3-0 | Chile     | Campeonato Sudamericano 1922 |
| 10    | 22 de octubre de 1922    | Estadio Sportivo Barracas, Buenos Aires, Argentina | Argentina  | 1-0 | Chile     | Amistoso                     |
| 11    | 10 de diciembre de 1927  | Valparaíso Sporting Club, Viña del Mar, Chile      | Chile      | 2-3 | Uruguay   | Amistoso                     |
| 12    | 16 de julio de 1930      | Gran Parque Central, Montevideo, Uruguay           | Chile      | 3-0 | México    | Copa Mundial 1930            |
| Total |                          |                                                    | Presencias | 12  |           |                              |

| 1     | 11 de octubre de 1922 | Estadio Villa Belmiro, Santos, Brasil | Combinado de Santos-São Paulo | 1-3 | Chile | Amistoso                  |
| 2     | 15 de octubre de 1922 | Estadio Pocitos, Montevideo, Uruguay  | Peñarol                       | 3-0 | Chile | Copa Ernesto Barros Jarpa |
| Total |                       |                                       | Presencias                    | 2   |       |                           |

## Clubes
| Club               | País  | Año         |
| ------------------ | ----- | ----------- |
| Gold Cross         | Chile | 1920 - 1923 |
| Santiago Wanderers | Chile | 1924 - 1931 |

## Palmarés

### Torneos locales
| Título                         | Club       | País  | Año  |
| ------------------------------ | ---------- | ----- | ---- |
| División de Honor (Talcahuano) | Gold Cross | Chile | 1921 |
| División de Honor (Talcahuano) | Gold Cross | Chile | 1922 |